# Барбариго
Барбариго (итал. Barbarigo) — знатный патрицианский дворянский род, один из богатейших в Венеции. Семья Барбариго дала Италии одного патриарха, двух дожей-братьев, двух епископов и четырёх кардиналов. Она известна своим богатством и благотворительной деятельностью.

## Известные представители
- Анджело Барбариго (около 1350 — 1418) — кардинал, епископ Вероны
- Джованни Барбариго (конец XIV — начало XV века) — капитан корабля во время войны Кьоджи, первый, установивший на своём корабле пушки; впоследствии стал прокуратором Сан-Марко
- Андреа Барбариго (1399 — 1449) — венецианский купец, в своих книгах подробно описал торговое дело в Венеции в первой половине XV века[1]
- Марко Барбариго (1413 — 1486) — 73-й венецианский дож (1485—1486)
- Агостино Барбариго (1420 — 1501) — 74-й венецианский дож (1486—1501)
- Агостино Барбариго (умер в 1571 году) — венецианский генерал и проведитор, сражавшийся и погибший в битве при Лепанто
- Грегорио Барбариго (1625 — 1697) — кардинал, дипломат, богослов и католический святой
- Маркантонио Барбариго (1640 — 1706) — кардинал, архиепископ Корфу в 1684 году, назначенный папой Иннокентием XI ;
- Джовании Франческо Барбариго (1658 — 1730) — кардинал, племянник Грегорио Барбариго.

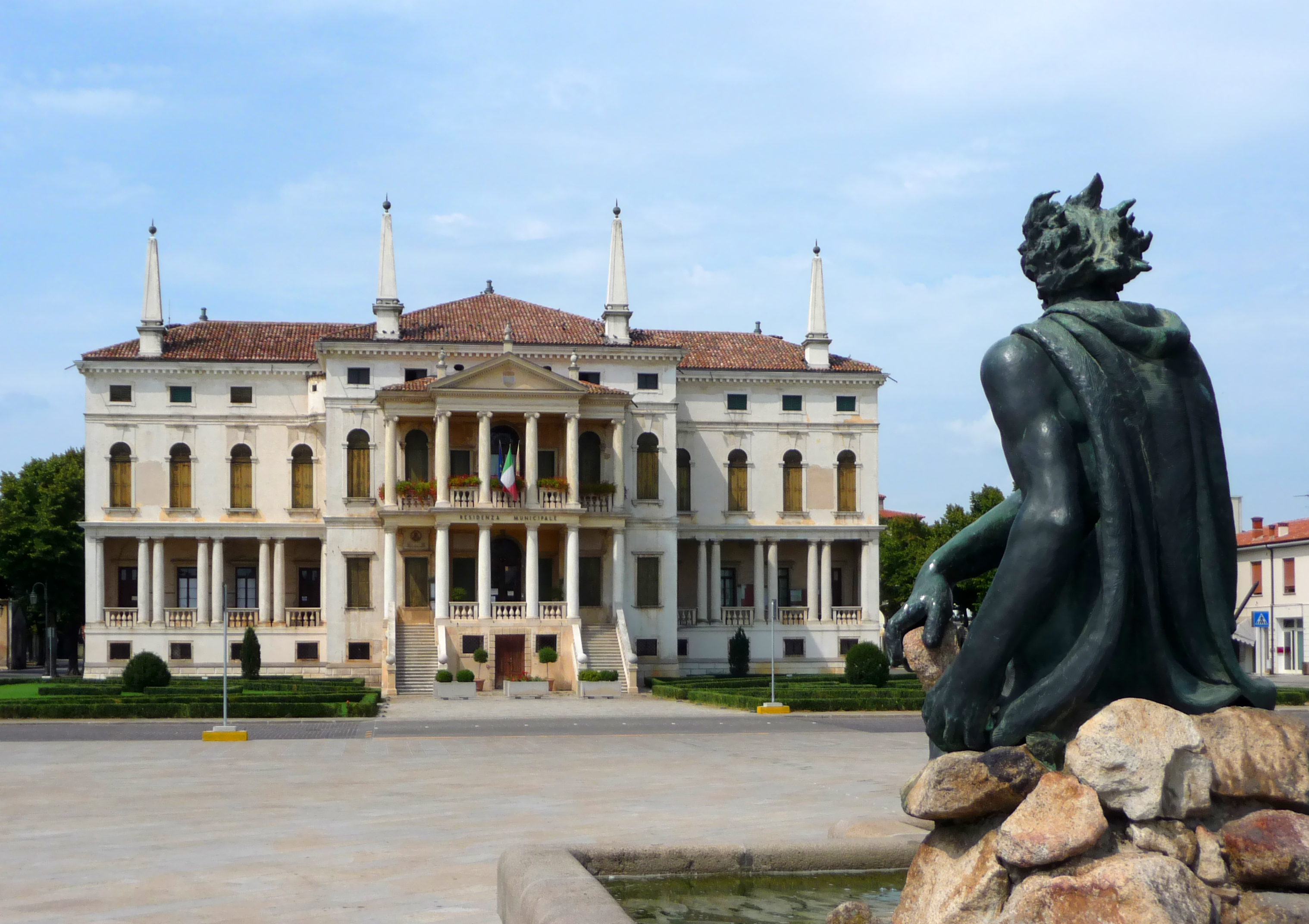
Вилла Барбариго в Новента-Вичентина

## Семья
Семья Барбариго происходит из Триеста, хотя до этого проживала в Риме. В 868 году она окончательно осела в Венеции.
Истоки рода восходят к Арриго Барбариго, который, победив сарацинов в 880 году и сделав из их бород (итал. barba - борода) себе венец, с ним на голове победоносно вернулся в родной Лари. Затем, семья переселилась в Венецию, где она вместе с семьёй Джубанико основала церковь Санта-Мария дель Джильо, где, кстати, родился Грегорио Барбариго. Также Барбариго основали и реставрировали и другие церкви.
Среди многих воинов из семьи Барбариго известен генерал и проведитор Агостино, который сражался в битве при Лепанто в 1571 году. Он был ранен отравленной стрелой в глаз и скончался, ликующе наблюдая за массовым убийством врага. Его почти нетронутое тело находится в колокольне картезианского монастыря Павийская Чертоза.

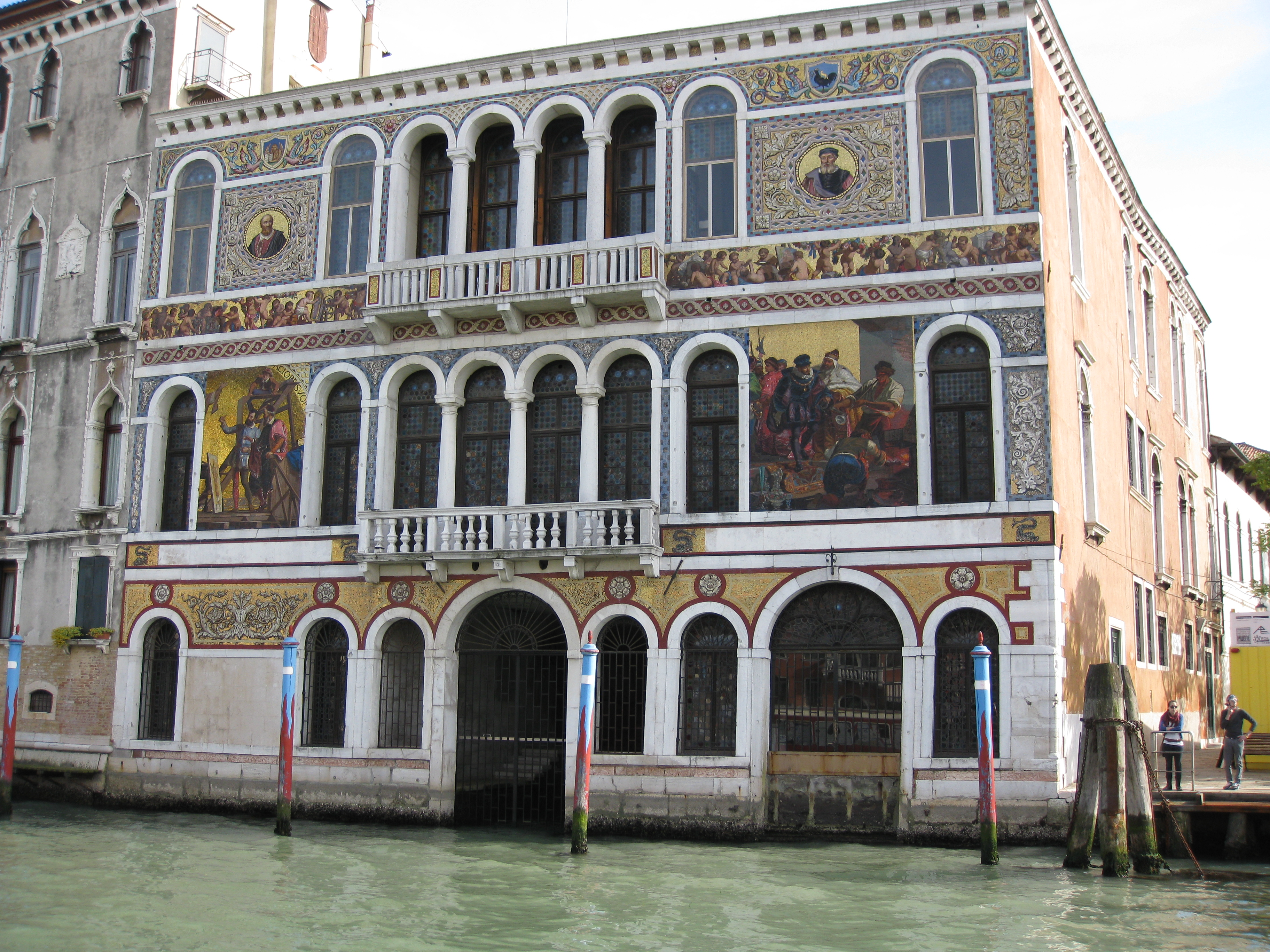
Знаменитый дворец Барбариго на Гранд-канале

## В популярной культуре
Семья Барбариго занимает важное место в сюжете компьютерной игры Assassin's Creed II от компании Ubisoft. По сюжету, ассасин Эцио Аудиторе да Фиренце прибывает из Флоренции в Венецию, где начинает выслеживать членов семьи Барбариго — и одновременно ордена Тамплиеров, показанных в игре как главные враги ассасинов. Сначала Эцио убивает Эмилио Барбариго, главу гильдии купцов Венеции, затем Марко Барбариго, новоизбранного дожа. После в игре появляется Агостино Барбариго, брат Марко и союзник Эцио. Последней целью из семьи стал Сильвио Барбариго, прокурор Венеции.